# 17248 Ellieyang
17248 Ellieyang este o planetă minoră (asteroid), cu un diametru de 2,592 km, din centura de asteroizi. A fost descoperită pe 7 aprilie 2000 la Magdalena Ridge Observatory⁠(d) de Lincoln Near-Earth Asteroid Research. 
Obiectul prezintă o orbită caracterizată de o semiaxă mare de 2,1634333 UAi, o excentricitate de 0,07, o înclinație de 3,32483 ° în raport cu ecliptica.